# NoBusiness Records
NoBusiness Records is een onafhankelijk Litouws platenlabel, dat jazz en geïmproviseerde muziek uitbrengt. Het werd opgericht door Valerij Anosov, Danas Mikailionis en Liudas Mockūnas en is gevestigd in Vilnius.
Op het label is muziek uitgekomen van onder meer Mats Gustafsson, Dominic Duval met Jimmy Halperin, Adam Caine, Dennis Gonzalez, Vladimir Tarasov, Curtis Clark, Howard Riley, William Hooker, Billy Bang, Joe McPhee met Michael Zerang, Julius Hemphill met Peter Kowald, William Parker, Barry Guy, Daniel Blacksberg, Kirk Knuffke, Harris Eisenstadt, Atomic en Joe Morris. Sommige albums verschijnen (alleen) op lp.
Het label zegt niet-commercieel te zijn en alle winst te gebruiken voor toekomstige releases of het mogelijk maken van concerten. 
In 2009 werd het label door All About Jazz uitgeroepen tot 'beste platenlabel' en in 2011 deed het blad New York City Jazz Record dat eveneens.